# Les Sablons (metrostation)
Les Sablons er en station på metronettet i Paris og betjener metrolinje 1. Den ligger i kommunen Neuilly-sur-Seine.
Stationen har fået sit navn efter de sandgrave, som fandtes her, og hvorfra der tidligere hentedes sand til de parisiske bygge- og anlægsarbejder.
Navneskiltene på stationen har som anden linje efter stationsnavnet "Jardin d'Acclimatation", som er navnet på den nærliggende rekreative park i Boulogneskoven.

## Beliggenhed
Stationen ligger under Avenue Charles de Gaulle i Neuilly på højde med rue Philippe Louis og rue d'Orléans.

## Historie
Kong Ludvig 16. overdrog et lille areal i les Sablons tilhørende Château de la Muette til Antoine-Augustin Parmentier (1737–1813), så han kunne demonstrere dyrkning af kartofler, som indtil da ikke blev anset for at være sund kost i Europa uden for Irland. Parmentier gennemførte et antal publicity-initiativer, som førte til accept af kartoflen i Frankrig og siden ud over resten af Europa.
Stationen blev åbnet i 1937 i anledning af, at metrolinje 1 blev forlænget fra Porte Maillot til Pont de Neuilly. Avenue Charles de Gaulle, som den ligger under, hed dengang Avenue de Neuilly.

## Automatisering
Inden for rammerne af et projekt for modernisering og automatisering af metrolinje 1 blev Les Sablons renoveret i 2008. Perronerne blev forhøjet, og deres vægfliser taget ned og udskiftet. I 2009 skal der installeres automatiske skydedøre.

## Adgang
Der er indgang til stationen fra
- Avenue Charles de Gaulle 52
- Avenue Charles de Gaulle 70
- Avenue Charles de Gaulle 85
- Avenue Charles de Gaulle 103

## Trafikforbindelser
- RATP

## Omgivelser
- En af udgangene munder ud foran hovedkontoret for den private tv-station M6.
- Nord for Bois de Boulogne findes Det nationale museum for kunst og folketraditioner (lukket for offentligheden siden slutningen af 2005) og parken Jardin d'Acclimatation.

## Galleri
- Stationen efter fjernelse af fliser, og før nyopsætningen i 2008.
- Stationens navn i kakler, efter nedtagning af fliser, men før dens renovering.
- De renoverede perroner, hvor arbejdet med at installere automatiske skydedøre skal til at begynde.
- Et MP 89-togsæt ved perron i den renoverede station.